# Boncourt (Eure)
Boncourt ist eine französische Gemeinde mit 186 Einwohnern (Stand 1. Januar 2022) im Département Eure in der Region Normandie (vor 2016 Haute-Normandie). Sie gehört zum Arrondissement Évreux und zum Kanton Évreux-3. Die Einwohner werden Boncourtois und Boncourtoises genannt.

## Geografie
Boncourt liegt etwa elf Kilometer östlich des Stadtzentrums von Évreux. Umgeben wird Boncourt von den Nachbargemeinden Hardencourt-Cocherel im Norden und Nordosten, Caillouet-Orgeville im Osten und Südosten, Cierrey im Süden und Südwesten sowie Miserey im Westen.

## Bevölkerungsentwicklung
| Jahr                       | 1962 | 1968 | 1975 | 1982 | 1990 | 1999 | 2006 | 2019 |
| Einwohner                  | 63   | 68   | 61   | 92   | 122  | 124  | 162  | 183  |
| Quellen: Cassini und INSEE |      |      |      |      |      |      |      |      |

## Sehenswürdigkeiten
- Kirche Saint-Jean-Baptiste